# الأوقاف في الدولة الأيوبية

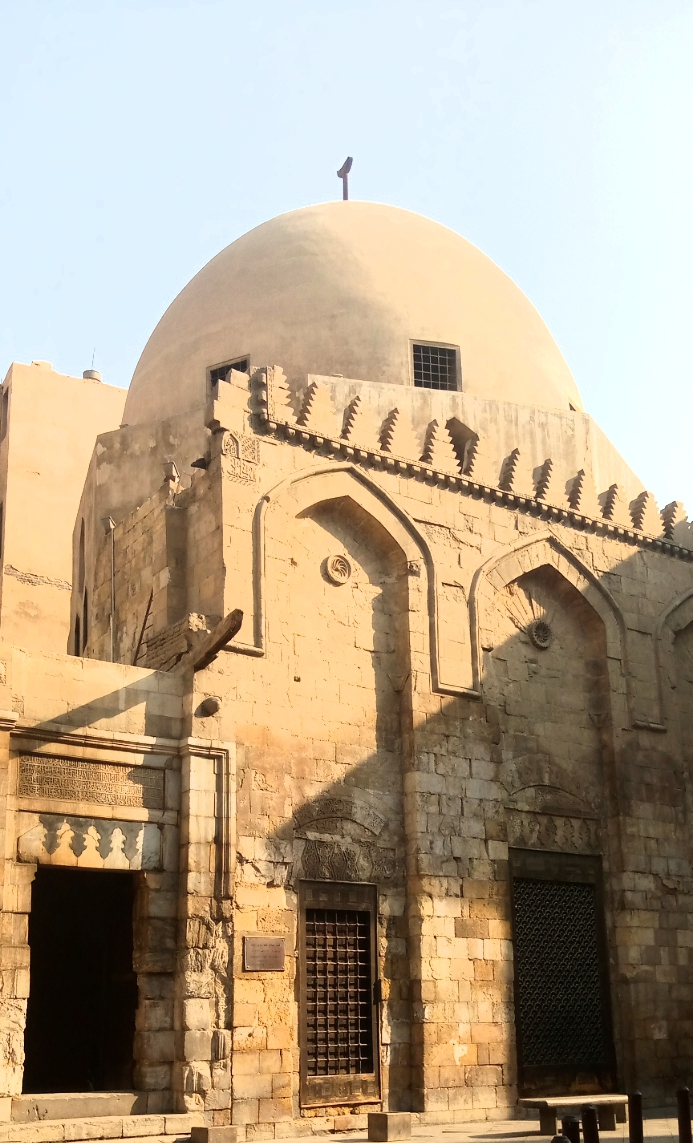
مدرسة وقبة الصالح نجم الدين أيوب

الأوقاف في الدولة الأيوبية أشرف ديوان الوقف في الدولة الأيوبية على الأوقاف المختلفة، وتولّى الإنفاق من ريع الأوقاف على الجوامع والمساجد والسقايات وغيرها، وتطورت الأوقاف في هذا العهد، حتى بلغ شأنها إلى فكاك أسرى المسلمين، وتبرز أهمية الوقف في هذا العهد من خلال ما قام به سلاطين الدولة الأيوبية وغيرهم من أعمال الخير والأوقاف الكثيرة على المساجد والمدارس والبيمارستانات والربط والتكايا، وغيرها، ولم يقتصر الوقف في هذا العهد على الرجال، بل ساهمت النساء، وخصوصاً المنتميات للطبقة الحاكمة.

## إدارة الأوقاف في العهد الأيوبي
في العصر الأيوبي أشرف ديوان الأوقاف على الأوقاف المختلفة التي وقفها السابقون، وفقدت وثائق تحبيسها، وجهات مصارفها لتطاول العهد بها، وتولّى الديوان الإنفاق من ريعها على الجوامع، والمساجد، والسقايات، وجواري المتصدرين لإقراء القرآن والعلوم الشرعية، وغيرهم من الأئمة والخطباء والمؤذنين والمبلغين، وطلبة العلم، وأرباب الصدقات والرواتب.
واستمر حال الوقف تحت إشراف الديوان، حتى تطرق الفساد إلى دواوينها في عهد الملك الكامل الأيوبي، وسبب ذلك هو قيام بعض الجهات بتولي ديوان الأحباس، وكانت النتيجة لهذا الفساد؛ خراب الأوقاف ونهبها، ومن مظاهر هذا الفساد الذي تطرق إلى الأوقاف في العصر الأيوبي؛ تحكير المساحات التابعة لديوان الأحباس.

## الوقف الديني والعلمي في العهد الأيوبي
انتشرت المساجد بشكل كبير في العهد الأيوبي، وأصبحت تعجُّ بالمصلين والمتعبدين، وتكفّل الوقف بإعمار المساجد وإيصال الماء إليها، وتحمّل الوقف نفقات العاملين فيها، ونفقات طلاب العلم الذين يتدارسون العلوم الدينية والمعارف والآداب، فالمساجد في العهد الأيوبي لم يقتصر دورها في أداء العبادات، بل كانت دوراً للعلم أيضاً.

## نماذج الوقف الديني والعلمي في العهد الأيوبي

### الأوقاف على الحرمين الشريفين
ولا أدل على ذلك من تأمين وتيسير طريق حجاج بيت الله، فلم يدخر السلطان صلاح الدين وسعاً بتذليل الصعوبات لقاصدي بيت الله الحرام، وكذلك ورد في أوقاف صلاح الدين وقفاً من أعمال مصر على أربعة وعشرين خادماً لخدمة المسجد النبوي، وذلك في ربيع الآخر، سنة (569هـ).

### تجديد العمائر المقدسة في القدس
فقد أوقف السلطان صلاح الدين على تجديد العمائر المقدسة بعد فتح بيت المقدس، وإنشاء عدد من المدارس والرباطات والخوانق، أهمها: المدرسة الصلاحية شمال غرب كنيسة القيامة، وخارج الحرم الشريف قام بإعادة المدرسة الشافعية لسابق عهدها بعدما حولها الصليبيون إلى كنيسة، وأوقفها على المذهب الشافعي.

### المسجد الجامع بالسفح
شرع في بنائه أبو عمر محمد بن قدامة في عام (598هـ)، فاتفق عليه رجل يقال له الشيخ أبو داود محاسن الغامي، حتى بلغ البناء مقدار قامة فنفد ما عنده، وما كان معه من المال، فأرسل الملك المظفر كوكري بن زين الدين صاحب إربل مالاً جزيلاً ليتمه به، فكمل وأرسل ألف دينار ليساق بها إليه الماء من بردى، فلم يمكن من ذلك الملك المعظم صاحب دمشق، واعتذر بأن هذا فرش قبور كثيرة للمسلمين، فصنع له بئر وبغل يدور، ووقف عليه وقفا لذلك.

### جامع جراح
ويقع في منطقة الشاغور، وقد أمر الملك الأشرف موسى بتجديده وتوسعته عام (613هـ)، وشرط للخطيب في كل شهر (20) درهماً، وللإمام (50) درهماً، وللمؤذن (30) درهماً، وأوقف له قرية (الدعيفينة) من أعمال مرج دمشق، وسبَّل المقبرة غربي خانقاه عمر شاه بالقنوات، هذا وقد شمل الوقف السابق: جامع التوبة، ومسجد القصب، ومسجد دار السعادة.

### مدارس الناصرية والقمحية والسيوفية
وهذه المدارس أنشأها السلطان صلاح الدين في مصر، وكانت الناصرية للشافعية، وأوقف عليها حي الصاغة وإحدى القرى، والقمحية للمالكية، وأوقف عليها قيسارية الوراقين، وقريتي الحنبوشية، والمدرسة السيوفية للحنفية، وأوقف عليها اثنين وثلاين حانوتاً بخط سويقة أمير الجيوش، وباب الفتوح، وحارة برجوان.

### دار الحديث بدمشق
أقامه الملك نور الدين محمود زنكي، ووقف عليها وعلى من بها من المشتغلين الوقوف الكثيرة، وهو أول من بنى داراً للحديث في الإسلام، وبنى أيضاً في كثير بلاده مكاتب للأيتام، وأجرى عليهم وعلى معلميهم الجرايات الوافرة، وبنى أيضاً مساجد كثيرة ووقف عليها وعلى من يقرأ بها القرآن أوقافاً كثيرة.

### الزاوية المالكية

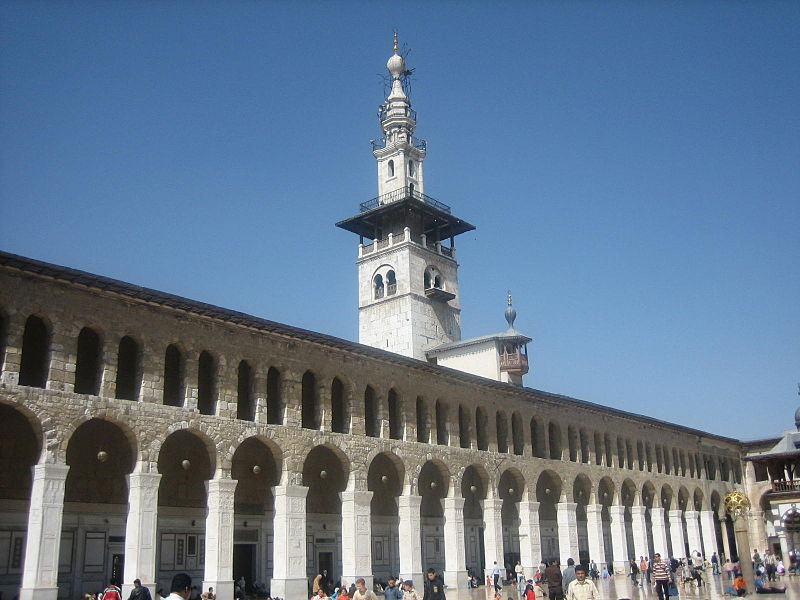
الجامع الأموي في دمشق

وتقع غربي الجامع الأموي، وهي ملاصقة للمقورة الحنفية، اهتم بها نور الدين زكي، وعيَّن لها أوقافاً سخية، ثم جاء صلاح الدين الأيوبي ووقف عليها أوقافاً، وهي موقوفة على الغرباء المغاربة المواظبين على الزاوية.

### المدرسة الأفضلية في القدس
وهي مدرسة للدراسات الدينية العليا، سميت بالمدرسة الأفضلية نسبة إلى مؤسسها الأفضل نور الدين علي بن صلاح، وقد جمعت المغاربة على المذهب المالكي الذي حبذوه ليحافظ هذا الحي بأوقافه ليس فقط على عمران الحي، بل على وحدة المسلمين المغاربة، كما أقام لهم مسجداً وقفياً، خُصِّص له شيخاً من المغاربة يقوم بتدريس المذهب المالكي.

## الوقف على المجال الاجتماعي في العهد الأيوبي
تنوعت مناشط الأوقاف الخيرية والاجتماعية في العصر الأيوبي، لتعطي صورة واضحة لدور الأوقاف في هذا العهد، وهو انعكاس حقيقي لحُسْن أخلاق الواقفين وتضامنهم مع المجتمع الإسلامي كله، ومن الأوقاف التي تدل على معاني الخير والقيم الإسلامية، وما يتعلق بالتكافل الاجتماعي في هذا العصر:

### ميزاب الماء والحليب
وهذا من أوقاف السلطان (صلاح الدين) في دمشق، فقد أنشأ وقفاً لإنشاء ميزاب يسيل منه الحليب، وميزاباً آخر يسيل منه الماء المذاب بالسكر، تأتي إليه الأمهات يومين في كل أسبوع، ليأخذن لأطفالهن وأولادهن ما يحتاجون إليه من الحليب والسكر.

### تخصيص وقف للأيتام
وقد كان للأيتام من الصبيان محضرة كبيرة بالبلد، ولها وقف كبير، يأخذ منه المعلم لهم ما يقوم به وينفق منه على الصبيان ما يقوم بهم وبكسوتهم.

### وقف نصر الله بن رضي
فقد شرط في وقفيته أن يعود الوقف بعد انقراض نسله وذريته إلى الفقراء والمساكين في بلاد الشام، ومن ضمنها مدينة دمشق، ووقف بستاناً في أرض المقري أرضاً وغرساً، تُعرف بابن دقيق، ونرى وقفاً مشابهاً للسابق عند القاضي محيي الدين محمد بن شرف الدين بن أبي عصرون، وكذلك عند واقف البيمارستان القميري، كما كان بعض الواقفين يوزِّعون اللحم على الفقراء والمحتاجين أيام الجمعة، كما هو الحاصل في وقف السيد كمال الدين بن سيد الحسيني، بعد أن وقف عليهم قيسارية تحتوي على أرض وغراس وبناء جوار القميرية.

### وقف ستّ الشام
فقد وُصفت بأنها كثيرة الإحسان إلى تلك الفئة، حتى وصل بها الأمر أن تعدَّ الأدوية بدراها، وتعمل في كل سنة في دارها بألوف من الذهب أشربة وأدوية وعقاقير وغير ذلك، ثم تفرقه على المحتاجين.

## الوقف على الرعاية الصحية في العهد الأيوبي
لقد ذكرت المصادر التاريخية الوقف على الرعاية الصحية في عهد الدولة الأيوبية، ومن أهم الأوقاف التي كانت تؤدي دوراً مهما في هذا المجال:

### البيمارستان الصلاحي (مارستان المجانين)
بناه وعمَّره السلطان (صلاح الدين) بالقاهرة، وأوقف عليه الأوقاف، وهو قصر من القصور الرائقة حسناً واتساعاً، وقد عُيّن له قيّماً من أهل المعرفة ووضع لديه خزائن العقاقير، ومكنه من استعمال الأشربة وإقامتها على اختلاف أنواعها، ووضعت في مقاصر ذلك القصر أسِرَّة يتخذها المرضى بكرة وعشيّة، فيأخذوا من الأطعمة والأشربة ما يليق بهم، وبإزاء هذا الموضع؛ موضع مقتطع للناء المريضات، ولهن أيضاً ما يكفلهن.

### البيمارستان القدس وعكا
البيمارستان الذي بناه (صلاح الدين) بالقدس وعيّن له كبار الأطباء، ووقف عليه أوقافاً كثيرة، كما أنشأ بيمارستاناً آخر في عكة، ووقف عليه أوقافاً دارَّة، وولي نظر ذلك لقاضيها ابن الشيخ أبي النجيب.

### البيمارستان النوري
قام بتشييده نور الدين محمود، وأسند أمر الطب بها إلى أبي المجد بن أبي الحكم، كما عمد نور الدين محمود إلى متابعتها.

### البيمارستان القميري
وهذا وقف أبي الحسن بن أبي الفوارس القيمري، وقد أوقف على بيمارستانه في الصالحية على معالجة المرضى والمعالجين والأشربة وأجرة الطبيب، يصرف إلى الطبيب في كل شهر لواحد سبعون درهماً ونصف غرارة من قمح، وللمشارف في كل شهر أربعون درهماً ونصف غرارة قمح، وللحوائج في كل شهر ثلاثة عشر درهماً وسدس غرارة قمح، ولمن يقوم بمريضات النساء والمجنونات في كل شهر لكل واحد عشرة دراهم وسدس غرارة قمح، ولأمين المشارفين والمتولين في الوقف إلى كل واحد في كل شهر ستون درهماً وغرارة قمح وشعير.

## الوقف على فكاك الأسرى في العهد الأيوبي
- وقف السلطان صلاح الدين الأيوبي وبقية أفراد أسرته جميع الموارد المالية المتحصلة من مدينة (بلبيس) لفك أسْر بعض سكان هذه المدينة الذين أسرهم الصليبيون في حملتهم على مصر سنة (564هـ)، وظل هذا الوقف يؤدي الغرض منه لمدة أربعين سنة، حتى تم فك أسْر جميع من أُسِرَ من (بلبيس).[3]
- وقف مسرور الطواشي: وهو أحد خواص السلطان صلاح الدين، وقد اشتهر في أعمال الخير، حيث وقف على الأسرى خاناً، يتكون من مائة بيت إلّا بيتا، وبه مسجد تقام فيه الجماعة والجمع.[16]
- وقفية البيمارستان القيمري: حيث خَصَّصَ واقفها جزءاً من أوقافه على تلك الفئة القابعة في سجون الأعداء.
- وقف القاضي الفاضل: فله أوقاف سخية على إطلاق سراح الأسرى من سجون الكفار.[2]

## وقف المرأة في في العهد الأيوبي
بلغ عدد النساء الموقفات في العهد الأيوبي حدَّاً لا بأس به، مقارنة بالعصور السابقة، ومن أبرز الشخصيات النسائية التي لعبت دوراً مهماً في مجال الوقف:

### عصمة الدين خاتون بنت معين الدين
ولها أوقاف كثيرة، ابتداء بزواجها من الملك (العادل نور الدين)، ثم زواجها من السلطان (صلاح الدين)، فكانت لهما نعم المرأة الناصحة، وقد أنشأت المدرسة الخاتونية بدمشق للحنفية، وبنت خانقاه في بانياس للصوفية، وبنت للفقهاء الصوفية بدمشق مدرسة ورباطاً.

### ست الشام
ومن أوقافها المدرسة الشامية البرَّانية، التي أوقفتها على طلاب العلم، وهي من أكبر المدارس وأكثرها فقهاء، وأكثرها أوقافاً، وكذلك المدرسة الشامية الجوانية بجانب البيمارستان النوري، وأوقفت على هذه المدارس أوقاف كثيرة، وأوقفت دارها قبيل وفاتها بدمشق مدرسة، وأوقفت على التربة والمدرسة الجوانية أكثر أوقافها، ومن جملة أوقافها السلطاني، وهو (200) فدان، من قناة الريحانية إلى أوائل القبيات، إلى قناة حجيرا ودرب البويضة، و(20) فداناً من الوادي التحتاني، المسمى (وادي السفرجل)، و (300) كروم من بستان الصاحب –غربي المصلّى-، طاحون باب السلامة، وأحكار متعددة، وقد شرطت الواقفة ألا يجمع المدرّس بينها وبين مدرسة أخرى.

### ربيعة خاتون بنت نجم الدين أيوب
أخت صلاح الدين الأيوبية ولها من الأوقاف ما يدل على فضلها، فقد أنشات المدرسة الصاحبة أو الصاحبية في جبل الصالحية على الحنابلة، وأوقفت عليها الأوقاف الكثيرة.

### عصمة الدين مؤنسة خاتون
(ابنة الملك العادل أبي بكر) وقد كان لها جهد كبير في الأوقاف الخيرية في العصر الأيوبي، ومن ذلك: المدرسة القطبية في القاهرة، التي بنتها وسُمّيت نسبة إلى أخيها (الملك الأفضل قطب الدين)، واشترت لهذه المدرسة أوقافاً، وجُعل فيها درس للشافعية، ودرس للحنفية.

### عزيزة الدين أحشا خاتون
ومن أوقافها (المدرسة الماردانية)، التي تقع على حافة نهر ثورا لصيق الجسر الأبيض بالصالحية، وقد وقفت عليها بستاناً بجوار البستان الأبيض، وحواكير وبستاناً بجوار المدرسة، وثلاثة حوانيت عند الجسر السابق، وقد اشترطت في وقفها أن المدرس يدرس بمدرستها فقط، ولا يعمل بغيرها.

### بابا خاتون
بنت السلطان أسد الدين شيركوه: ومن أوقافها المدرسة العادلية الصغرى، وتقع مقابل الدماغية والعمادية داخل باب الفرج، وقد وقفتها على نفسها أيام حياتها، ومن بعدها ابنة عمها (زهرة خاتون بنت الملك العادل)، ثم على إخوتها الستة، وعلى مصالح المدرسة والموظفين فيها، وكذلك عتقائها والأيتام ومؤدّبهم، ولقرّاء القرآن عند ضريح الواقفة.

## أبرز الواقفين في العهد الأيوبي

### السلطان صلاح الدين الأيوبي
ذكرت له المصادر التاريخية أوقافاً كثيرة، وأغلبها في مصر، ومنها وقف يتمثل في أراضي واسعة، كان يرسل من ريعها إلى جدة، لغرض سداد الضريبة التي كان مقدارها (سبعة دنانير ونصف)، يدفعها كل حاج في طريقه إلى الحجاز لتعمير مكة والمدينة، ومساعدة الناس هناك، فألغى (السلطان صلاح الدين) تلك الضرائب، واستعاض عنها من تلك الأراضي التي أوقفها معونات تعادل قيمة ما يؤخذ من الحجاج، تدفع كل عام لأهل الحجاز، وبذلك خفف عن الحجاج من تلك الضرائب، ولاسيما أن نسبة كبيرة من الحجاج ممن يعجز عليهم دفع تلك الضرائب كانوا فقراء، ومن مآثر (صلاح الدين) الوقفية، عمارة محاضر ألزمها معلمين لكتاب الله، وتجري عليهم الجراية الكافية لهم، وقد كان من عادته عند تأسيس المدارس؛ أن يوقف عليها ما يكفي لاستمرار الحياة العلمية بها.

### جمال الدين إقبال
ومن أشهر أوقافه (مدرستَي الشافعية والحنفية)، وكانتا دارين له، وقرَّر لكل منهما حصّة من الأوقاف، فجعل للشافعية الثلثين من أوقافه، وللحنفية الثلث، ووقف عليهما ثمن ضيعة السموقة، وثلث مزرعة الأفتريس، وثلث مزرعة بيدر زبدين، و(5) قراريط، وثلث من كرم يُعرف بمديد الدين في الحديثة، وقيراطاً من مزرعة ذرع، وقام الواقف بتعيين (25) فقيهاً للمدرسة الشافعية، وحدَّد لهم رواتب أو منح دارَّة، وطعاماً في كل يوم، وحلوى وفاكهة.

### الفاضل عبد الرحيم البيساني
كانت صنائعه كثيرة في الرقاب، وأوقافه على سبيل الخيرات متجاوزة على الحساب، لا سيما لفكاك أسرى المسلمين، فقد كان له ربع كبير في مصر، يؤجر بمبلغ كثير، وأوقفه على فكاك أسرى المسلمين.

### وقد بنى المدرسة الفاضلية
وأوقفها على طائفتي الشافعية والمالكية، ووقف بهذه المدرسة جملة كبيرة من الكتب في سائر العلوم.

### المعز إسماعيل بن طغتكين بن أيوب
ومن أبرز أوقافه (المدرسة المعزية، أو مدرسة الميلين)، فقد بناها وسميت بالمعزية نسبة إليه، وتقع بمدينة زبيد في اليمن، وهو أول من أسس المدارس باليمن.

## وصلات خارجية
- الوقف في عصر الدولة الأيوبية وأثره في النهضة الحضارية